# Caulaincourt
Caulaincourt ist eine französische Gemeinde mit 144 Einwohnern (Stand 1. Januar 2022) im Département Aisne in der Region Hauts-de-France (vor 2016 Picardie). Sie gehört zum Arrondissement Saint-Quentin, zum Kanton Saint-Quentin-1 und zum Gemeindeverband Pays du Vermandois.

## Geografie
Die Gemeinde Caulaincourt liegt am Fluss Omignon an der Grenze zum Département Somme, 14 Kilometer westlich von Saint-Quentin. Nachbargemeinden von Coulaincourt sind Pœuilly im Norden, Vermand im Nordosten, Attilly im Südosten, Beauvois-en-Vermandois im Süden sowie Trefcon im Westen.

## Geschichte
Der Ort wurde erstmals 1147 als Caulincurt im Archiv des Kapitels der Abtei Prémontré bezeugt.
Das alte Schloss Caulaincourt, das 1557 während der Schlacht bei Saint-Quentin abbrannte, wurde acht Jahre später nach einem neuen Plan wieder aufgebaut. Ab 1765 wurde es komplett aus Ziegeln und Stein umgebaut und 1917 im Ersten Weltkrieg von der Deutschen Armee zerstört. Nach der Zerstörung wurde es zwischen 1930 und 1933 in einer Mischung aus klassizistischem und Art-déco-Stil neu errichtet.

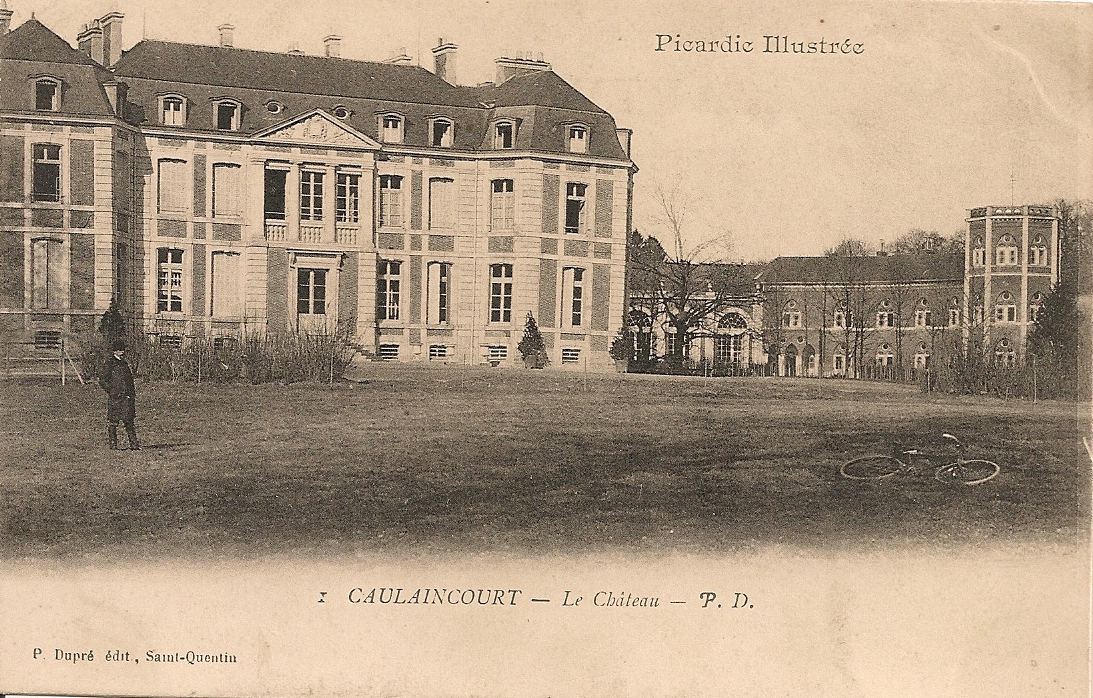
Schloss Caulaincourt um 1900
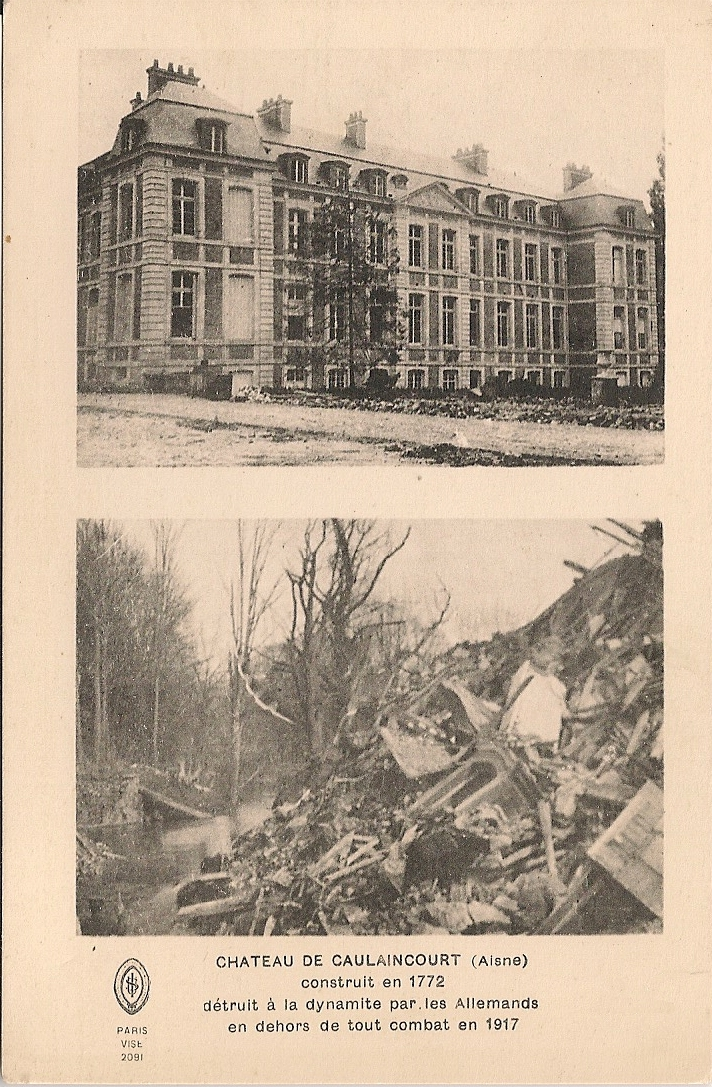
Schloss Caulaincourt vor 1914 und nach der Zerstörung durch deutsche Truppen 1917

### Bevölkerungsentwicklung
| Jahr                       | 1962 | 1968 | 1975 | 1982 | 1990 | 1999 | 2006 | 2014 | 2021 |
| -------------------------- | ---- | ---- | ---- | ---- | ---- | ---- | ---- | ---- | ---- |
| Einwohner                  | 137  | 139  | 134  | 122  | 110  | 121  | 111  | 139  | 142  |
| Quellen: Cassini und INSEE |      |      |      |      |      |      |      |      |      |

## Sehenswürdigkeiten
- Kirche Saint-Quentin
- Grabkapelle (Mausoleum) von Caulaincourt. Die Mitte des 19. Jahrhunderts errichtete Kapelle hat eine zwölfeckige Form
- Schloss Caulaincourt, Monument historique seit 1998
- britischer Soldatenfriedhof „Trefcon“

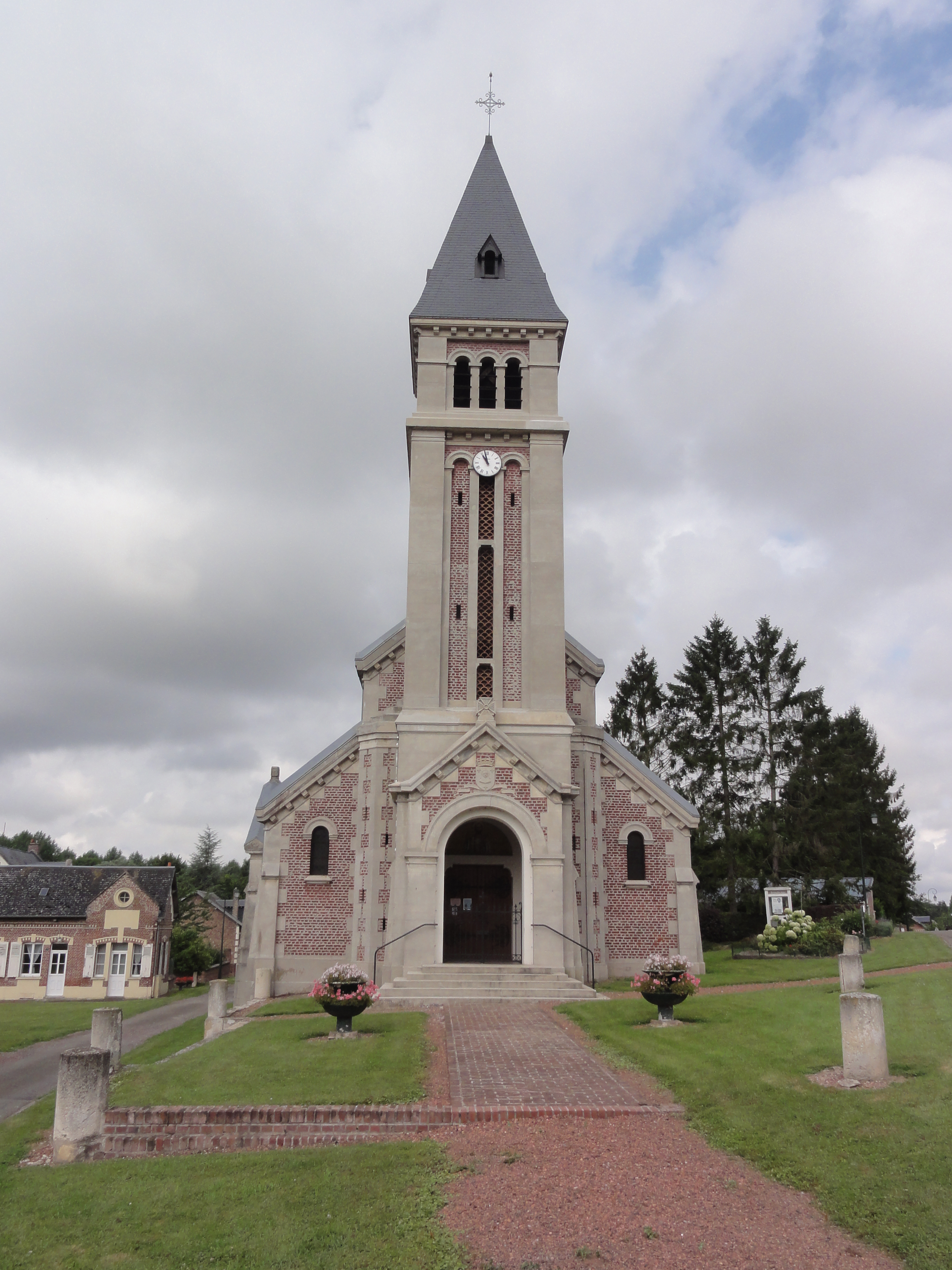
Kirche Saint-Quentin
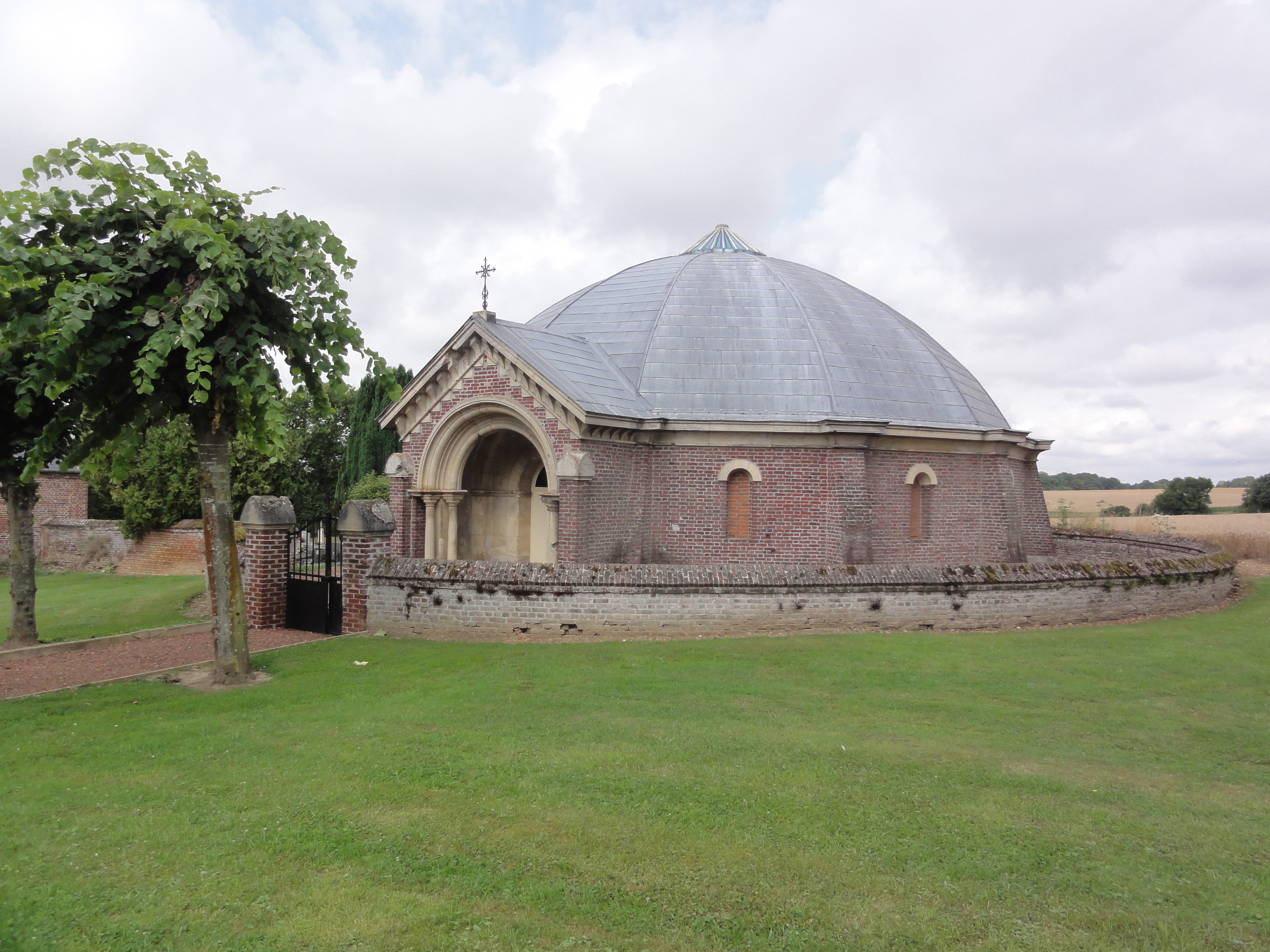
Grabkapelle
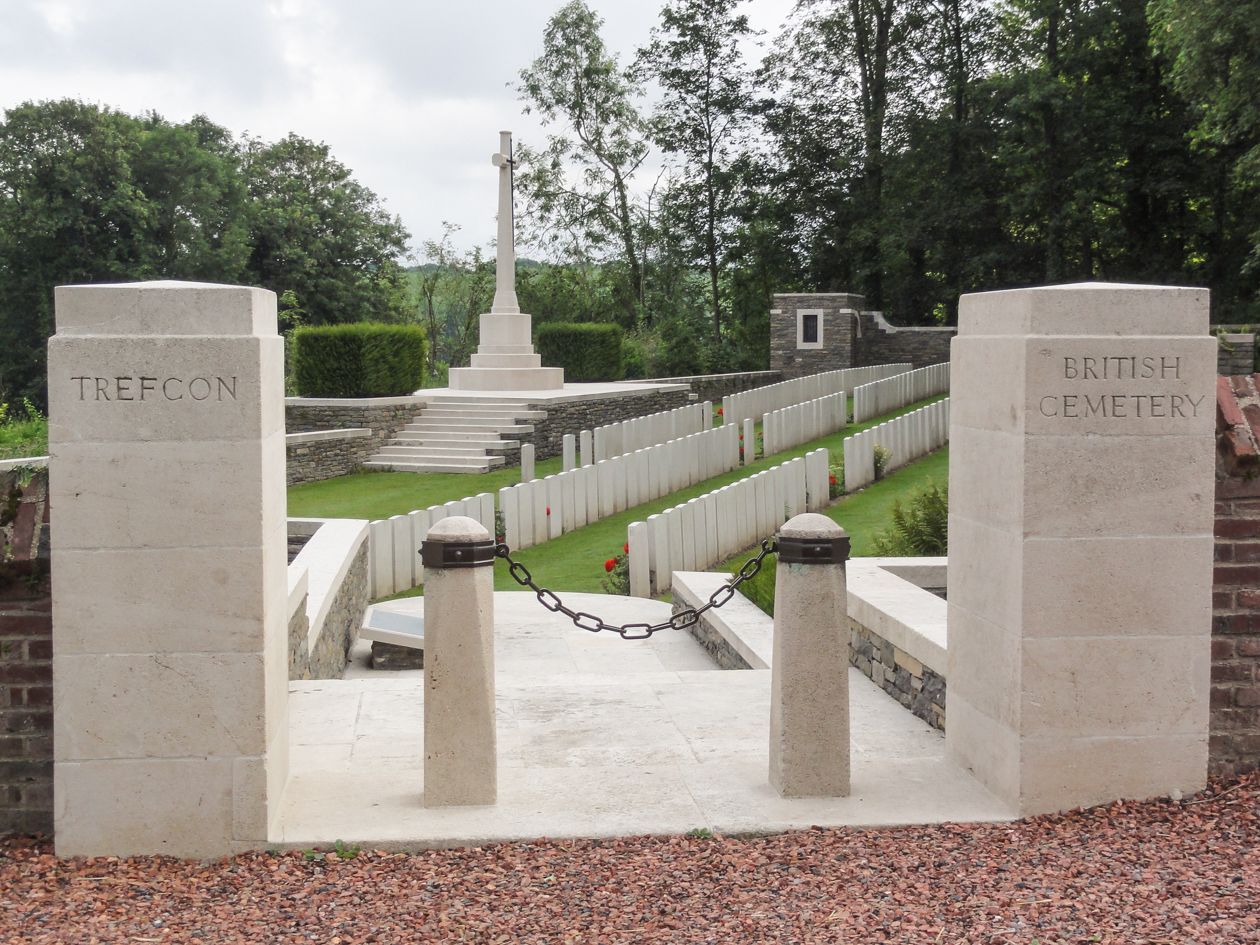
Britischer Soldatenfriedhof

## Persönlichkeiten
- Armand Augustin Louis (1773–1827), französischer General und Staatsmann
- Auguste de Caulaincourt (1777–1812), Divisionsgeneral